# Prajapati (buddhism)
För andra betydelser, se Prajapati.
Prajapati eller Mahaprajapati var gift med Siddharta Gautamas (Buddhas) far Suddhodana efter att Buddhas mor Mahamaya dött. Mahamaya dog 7 dagar efter Siddhartas födelse, och därefter blev Prajapati den som uppfostrade Siddharta. Prajapati sägs ha blivit den första buddhistiska nunnan. Under flera gånger bad hon Buddha om att få bli en nunna, men Buddha vägrade. Till slut så frågade Buddhas följeslagare och kusin, Ananda, om kvinnor kunde bli upplysta. Buddha sade ja, och lät därefter Prajapati och 500 andra kvinnor bli nunnor, under förutsättning att de accepterade ett antal särskilda regler.
Enligt Hans Wolfgang Schumann var Prajapati kusin till Suddhodana, hennes man, och syster till Mahamaya.
Det sägs att Prajapati uppnådde arhanatskap, och diverse magiska händelser beskrivs omkring hennes död och kremering.